# Flat white
Un flat white è una bevanda al caffè originaria dell'Australia ma diffusa anche in Nuova Zelanda.
Si prepara versando una microschiuma (latte vaporizzato in piccole bollicine dalla consistenza lucida e vellutata) su un normale caffè espresso o un caffè doppio. 
Questa bevanda è stata esportata per la prima volta nel Regno Unito nel 2005 e dal 2010 viene venduta anche nelle catene Starbucks, Costa Coffee, Caffè Nero e Pret a Manger.